# Ambystoma kalifornijska
Ambystoma kalifornijska (Ambystoma californiense) − gatunek płaza z rodziny ambystomowatych (Ambystomatidae), występujący w Kalifornii (południowo-zachodnie USA). Dawniej uznawana była za podgatunek ambystomy tygrysiej.

## Wygląd
Długość ciała od czubka pyska do kloaki wynosi 8–11 cm, samice przeciętnie są nieco większe od samców. Ciało czarne, żółto nakrapiane, brzuch szary. Po bokach, na żebrach 12 wyrostków. Skóra wydziela truciznę prawdopodobnie służącą do obrony przed gryzoniami, z którymi salamandry dzielą nory.

## Zasięg występowania
Gatunek ten występuje w Kalifornii od okolic jeziora Clear Lake do okolic miasta Santa Barbara. Jest spotykany od poziomu morza do 1054 m n.p.m. Zasięg występowania  jest poszatkowany.

## Tryb życia
Żyją w norach wykopanych przez gryzonie (głównie świstaki), w pobliżu jezior. Dorosłe osobniki żywią się dżdżownicami, młode zjadają wodne bezkręgowce.

## Rozmnażanie
Salamandry te rozmnażają się późną zimą i wczesną wiosną. Parzą się nocą. Samice przyklejają jaja, pokryte żelową osłoną, do źdźbeł trawy. Żółto-szare młode wylęgają się po 2–4 tygodniach.

## Status zagrożenia
Ambystoma kalifornijska została zakwalifikowana przez IUCN jako gatunek narażony na wyginięcie (VU). Głównymi zagrożeniami dla tego gatunku są urbanizacja, przekształcanie siedlisk w tereny rolnicze, introdukowane gatunki ryb i płazów, a także inne czynniki antropogeniczne, np. śmierć na drogach. Zmniejszająca się liczba świstaków także ma negatywny wpływ na ten gatunek – zmniejsza się liczba nor, w których mogą żyć salamandry.